# Lost (Michael Bublé)
Lost è il secondo singolo estratto dall'album Call Me Irresponsible di Michael Bublé.
La canzone è ispirata alla rottura del cantante con la sua ex fidanzata Debbie Timuss.

## Tracce
CD-Single
1. Lost -  3:41
2. That's Life -  4:14

CD-Maxi
1. Lost
2. That's Life
3. Wonderful Tonight (con Ivan Lins)

## Classifiche
| Paese             | Posizione più alta |
| ----------------- | ------------------ |
| Austria           | 55                 |
| Belgio (Fiandre)  | 64                 |
| Belgio (Vallonia) | 72                 |
| Canada            | 25                 |
| Germania          | 44                 |
| Italia            | 15                 |
| Norvegia          | 14                 |
| Paesi Bassi       | 30                 |
| Regno Unito       | 19                 |
| Stati Uniti       | 97                 |
| Svizzera          | 66                 |